# Qarīb
Qarīb (persiska: قريب, غریبی, Gharībī) är en ort i Iran.   Den ligger i provinsen Ilam, i den västra delen av landet, 500 km sydväst om huvudstaden Teheran. Qarīb ligger 894 meter över havet och antalet invånare är 171.
Terrängen runt Qarīb är huvudsakligen kuperad. Qarīb ligger nere i en dal. Runt Qarīb är det ganska glesbefolkat, med 39 invånare per kvadratkilometer. Närmaste större samhälle är Shahrak-e Jomhūrī-ye Eslāmī-ye Sartang, 6,2 km söder om Qarīb. Omgivningarna runt Qarīb är i huvudsak ett öppet busklandskap.